# Йохан аф Гран
Хейки Йохани Гран (на фински: Heikki Juhani Grann), известен като Йохан аф Гран (Juhan af Grann), е финландски филмов продуцент и режисьор, познат също като уфолог.
Роден на 4 декември 1948 в Куопио, Финландия.
Йохан аф Гран се занимава с кино и най-вече с филми на тематика извънземни (extraterrestrials). Прави и проучвания по феномена НЛО във Финландия и скандинавските страни на стотици сигнали за наблюдения и отвличания. Работи и по телевизионни серийни продукции, като „Новия Апокалипсис - човечеството“ и „Последното преселение“, които печелят награди „EBE“, известни като НЛО оскари.